# Meritxell Mas Pujadas
Meritxell Mas Pujadas (Granollers, Vallès Oriental, 25 de desembre de 1994) és una nedadora catalana de natació sincronitzada, membre del CN Granollers.
Va guanyar 3 medalles de plata al Campionat del Món de 2013 a Barcelona. També va guanyar una plata i un bronze als campionats d'Europa de 2014 i un bronze al campionat d'Europa de 2016. Per aquest darrer triomf va rebre el 2017 la ‘Medalla Extraordinària al Mèrit Esportiu’ atorgada per la Federació Espanyola de Natació.